# Alto Rin
El Alto Rin (68; en francés Haut-Rhin, en alsaciano ‘s Iwerlànd) es un departamento de Francia, administrativamente dependiente de la región de Alsacia, con capital administrativa en Colmar y económica en Mulhouse. El 1 de enero de 2021, esta comunidad se fusionó con el Bajo Rin para formar la Colectividad Europea de Alsacia.

## Geografía

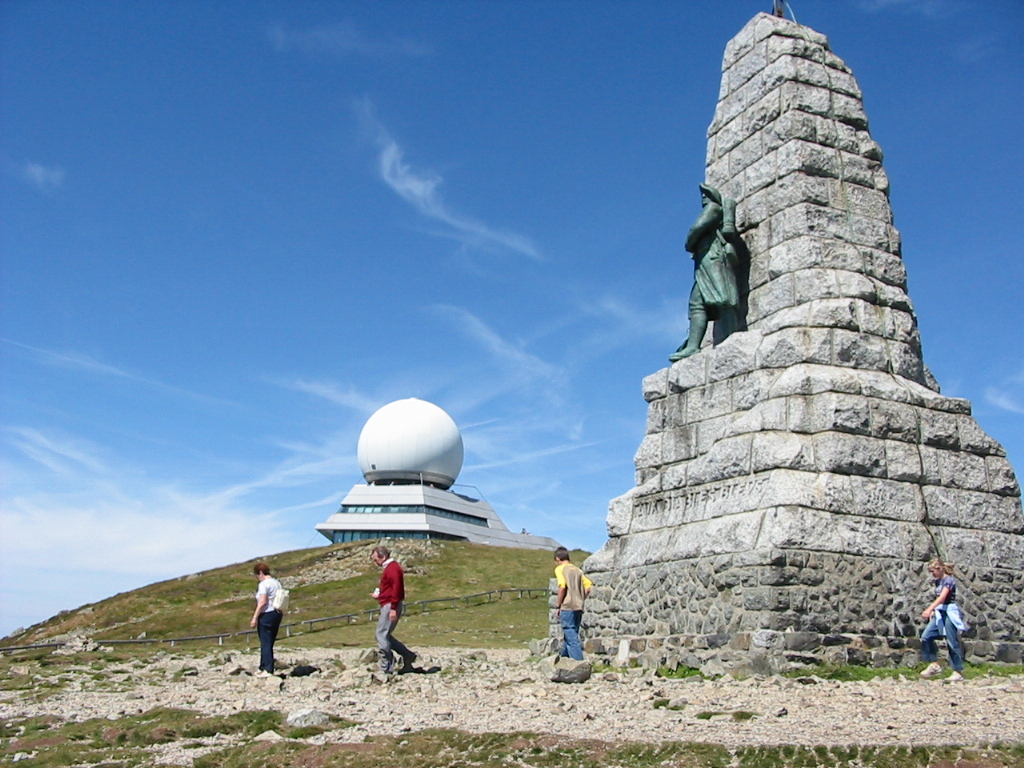
Vista de la cima del Grand Ballon

El Alto Rin es uno de los dos departamentos que forman la región de Alsacia. Limita con el departamento del Bajo Rin, que es el otro departamento alsaciano, y con los departamentos de los Vosgos (Lorena) y del Territorio de Belfort (Franco Condado). Asimismo, limita al este con Alemania, situada a la otra orilla del río Rin, y al sur con los cantones suizos del Jura, Soleura, Basilea-Ciudad y Basilea-Campaña. El punto culminante del Alto Rin se sitúa en el Grand Ballon, en el macizo de los Vosgos, a 1424 m de altitud, y el más bajo a 179 m, a lo largo del Rin. En el centro del departamento se encuentra una fértil llanura. El clima es semicontinental. 

### División administrativa

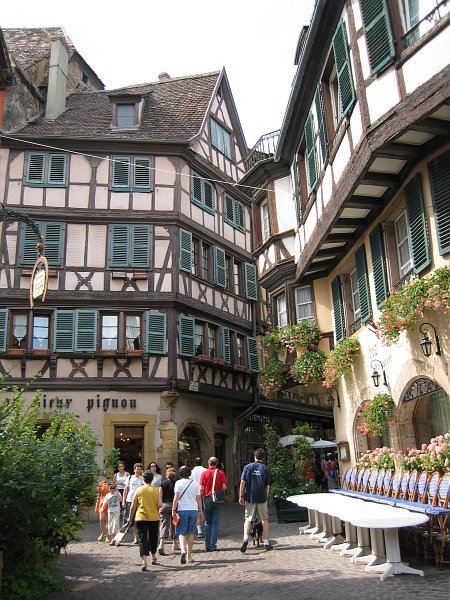
Colmar.

El departamento, con capital en Colmar, comprende 6 distritos que agrupan a 31 cantones y 377 comunas. Las comunas se distribuyen también en 31 mancomunidades.
- Distritos del Alto Rin
- Cantones de Alto Rin
- Anexo:Comunas del Alto Rin
- Comunidades de comunas del Alto Rin

## Historia
El Alto Rin es uno de los ochenta y tres departamentos originales creados durante la Revolución francesa, el 4 de marzo de 1790 (en aplicación de la ley del 22 de diciembre de 1789). Fue creado a partir de la mitad sur de la antigua provincia de Alsacia. Sus límites, sin embargo, han sufrido diversas modificaciones a lo largo de la historia:
- en 1790, el Alto Rin comprendía los distritos de Colmar, Altkirch y Ammerschwihr;
- en 1795, después de la supresión de los distritos, el departamento del Alto Rin lo forman los lados de Altkirch, Ammerschwihr, Belfort, Colmar, Dannemarie, Delle, Eguisheim, Ensisheim, Fontaine, Giromagny, Habsheim, Hirsingue, Horbourg, Huningue, Landser, Lutterbach, Sainte-Marie-aux-Mines, Masevaux, Munster, Neuf-Brisach, Ferrette, Ribeauvillé, Riquewihr, Rouffach, Saint-Amarin, Sainte-Croix-aux-Mines, Lapoutroie, Cernay, Soultz, Thann y Turckheim;
- en 1798, la ciudad de Mulhouse, hasta entonces ciudad libre, pasó a formar parte del departamento del Alto Rin;
- en 1800, el Alto Rin se anexionó el departamento del Mont Terrible;
- en 1814, el Alto Rin perdió la mayor parte de los territorios del antiguo departamento del Mont Terrible, que fueron devueltos a Suiza. Sólo conservó el antiguo principado de Montbéliard y el cantón de Audincourt;
- en 1816, el Alto Rin perdió Montbéliard y Audincourt, que pasaron a formar parte del departamento de Doubs (Franco Condado);
- en 1871, la mayor parte del departamento pasó a manos alemanas como consecuencia del Tratado de Fráncfort, que puso fin a la Guerra francoprusiana. Con la parte que permaneció francesa se creó el Territorio de Belfort;
- en 1919, el Alto Rin volvió a soberanía francesa (Tratado de Versalles) pero separado del Territorio de Belfort.
- en 2021, esta comunidad se fusionó con el Bajo Rin para formar la Colectividad Europea de Alsacia.

## Demografía
| 1906    | 1911    | 1921    | 1926    | 1931    | 1936    | 1946    |
| ------- | ------- | ------- | ------- | ------- | ------- | ------- |
| --      | --      | 468.963 | 490.654 | 516.726 | 507.551 | 471.705 |
| 1954    | 1962    | 1968    | 1975    | 1982    | 1990    | 1999    |
| 509.647 | 547.920 | 585.018 | 635.209 | 650.372 | 671.319 | 708.025 |

Las principales ciudades son (datos del censo de 1999):
- Mulhouse: 110.359 habitantes, 234.445 en la aglomeración.
- Colmar: 65.136 habitantes, 86.832 en la aglomeración.

## Economía

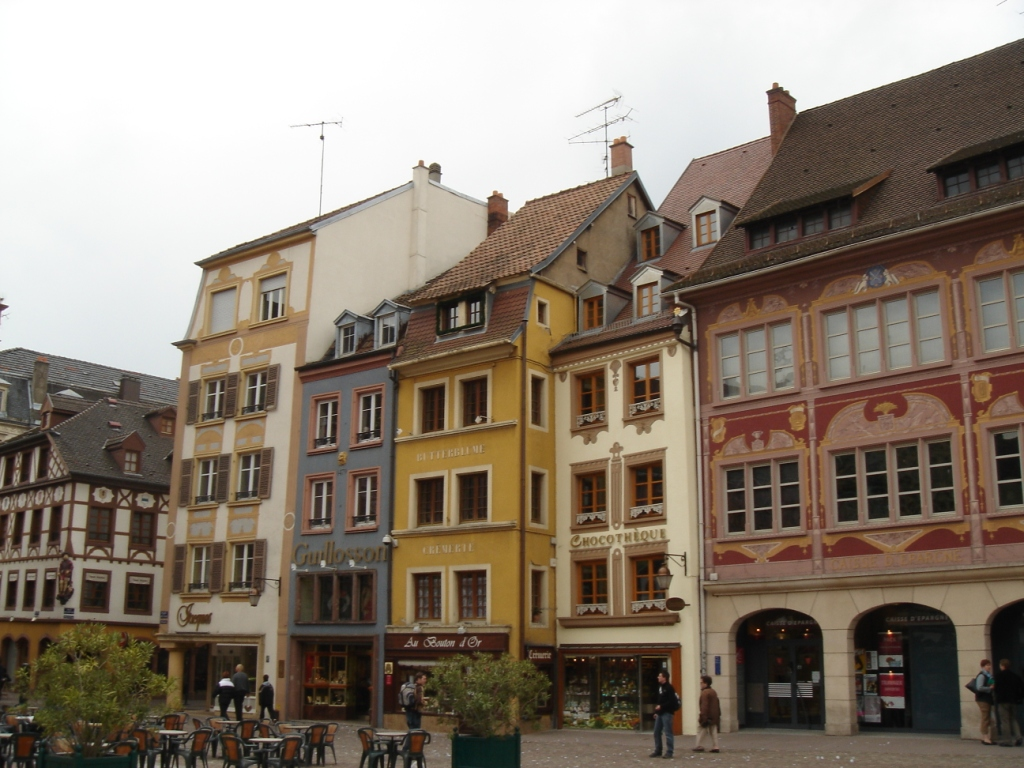
Mulhouse, capital económica e industrial.

El Alto Rin es uno de los departamentos más ricos de Francia. Mulhouse es la sede de una fábrica de Peugeot, que construye los modelos 2008, 508 y DS7 Crossback. El índice de desempleo más bajo de Francia se puede encontrar en la región del sur del Sundgau (aproximadamente 2%). Muchos Haut-Rhinois trabajan en Suiza, especialmente en las industrias químicas de Basilea, pero prefieren vivir en Francia por tener un coste de vida menor.